# (2976) Lautaro
(2976) Lautaro est un astéroïde de la ceinture principale.

## Description
(2976) Lautaro est un astéroïde de la ceinture principale. Il fut découvert le 22 avril 1974 à Cerro El Roble par Carlos Torres. Il présente une orbite caractérisée par un demi-grand axe de 3,34 UA, une excentricité de 0,14 et une inclinaison de 9,8° par rapport à l'écliptique.

## Compléments